# Дезерт Ер (Вашингтон)
Дезерт Ер (енгл. Desert Aire) насељено је место без административног статуса у америчкој савезној држави Вашингтон.

## Демографија
По попису из 2010. године број становника је 1.626, што је 502 (44,7%) становника више него 2000. године.
| Група             | 2000.       | 2010.       |
| Белци             | 569 (50,6%) | 763 (46,9%) |
| Афроамериканци    | 2 (0,2%)    | 9 (0,6%)    |
| Азијати           | 7 (0,6%)    | 1 (0,1%)    |
| Хиспаноамериканци | 527 (46,9%) | 834 (51,3%) |
| Укупно            | 1.124       | 1.626       |